# Джерело «Канава»
Джерело́ «Кана́ва» — гідрологічна пам'ятка природи місцевого значення в Україні. Об'єкт розташований на території Подільському районі Одеської області, на північний захід від села Писарівка, в лісовому урочищі «Канава». 
Площа 0,2 га. Статус отриманий 1979 року. Перебуває у віданні ДП «Кодимське лісове господарство» (Кодимське л-во, кв. 30, діл. 11). 